# Động Hua Mạ
Động Hua Mạ là một thắng cảnh thuộc khu vực vườn quốc gia Ba Bể. Hang nằm bên dòng sông Lèng và thuộc bản Pắc Ngòi, xã Quảng Khê, huyện Ba Bể, tỉnh Bắc Kạn. Động Hua Mạ nằm ở lưng chừng ngọn núi Cô Đơn nằm giữa khu Lèo Pèn (Rừng Ma) cây cối xanh rì, rậm rạp. Động Hua Mạ ăn sâu vào lòng núi theo hướng Đông - Nam quanh năm u tịch và được người dân bản địa gọi là hang Lèo Pèn .

## Mô tả
Theo truyền thuyết của cư dân địa phương, Rừng Ma xưa kia là nơi ma quỷ ngự trị, sau đó có một vị tướng triều đình đi tuần thú qua đây và đã nghe được tiếng hú của những oan hồn của dân binh đã cùng triều đình chống giặc không được siêu thoát, quan quân liền hạ trại ngay cạnh bờ sông Lèng và mổ ngựa, lấy đầu ngựa làm lễ tế trời đất. Sau khi tế lế, những tiếng hú biến mất và qua năm tháng đã mọc lên những khối nhũ đá rất đặc biệt kỳ vĩ. Từ đó người ta gọi sơn động "Lèn Pèn" là động Hua Mạ hay tiếng địa phương gọi là hang Đầu Ngựa.
Chân núi Cô Đơn nằm ở độ cao 350 m so với mực nước biển. Đường từ chân núi đến cửa động đã được xây thành những bậc thang, du khách phải leo núi 300 mét là đến Động Hua Mạ, cửa động rộng 3 mét, cao 5 mét. Động Hua Mạ có lòng hang rất rộng khoảng 1ha, chiều dài tới hơn 700m, trần động có chỗ rộng và cao tới 40 – 50m, chứa đựng nhiều vách, nhũ đá kỳ vĩ. Tùy theo trí tưởng tượng của từng người, các nhũ đá có thể có một số hình dạng như tháp bút, hoa sen hay là cảnh thầy trò Đường Tăng. Có ý kiến cho rằng động Hua Mạ mới thực sự là hang động đệ nhất kỳ quan tại Việt Nam. Động Hua Mạ mới chỉ được khảo sát du lịch vào năm 2003-2004 và hiện vẫn chưa phát triển nhiều về dịch vụ du lịch cũng như số lượng du khách.